# Graphium fissum
Graphium fissum är en lavart som beskrevs av Preuss 1851. Graphium fissum ingår i släktet Graphium och familjen Microascaceae.   Inga underarter finns listade i Catalogue of Life.